# Mitsubishi Carisma
El Mitsubishi Carisma es un automóvil del segmento D producido para el mercado europeo por Mitsubishi desde 1995 hasta 2004. 
El nombre del modelo deriva de una combinación del inglés car (coche) y el griego kharisma, que significa "don divino".
Fue codesarrollado con Volvo, compartiendo su chasis con la primera generación del Volvo S40, y construido en la fábrica de NedCar en Born, Países Bajos, que las dos empresas tienen de propiedad conjunta. Más de 350.000 coches fueron construidos durante su ciclo de producción.

## Producción y ventas
| Año                                                                            | Producción | Ventas |
| ------------------------------------------------------------------------------ | ---------- | ------ |
| 1995                                                                           | 19,100     | ?      |
| 1996                                                                           | 44,401     | ?      |
| 1997                                                                           | 82,255     | ?      |
| 1998                                                                           | 78,239     | ?      |
| 1999                                                                           | 54,460     | ?      |
| 2000                                                                           | 29,800     | 38,548 |
| 2001                                                                           | 22,203     | 28,647 |
| 2002                                                                           | 28,776     | 30,429 |
| 2003                                                                           | 26,074     | 28,123 |
| 2004                                                                           | –          | 9,875  |
| (Fuentes: Fact & Figures 2000, Fact & Figures 2005, Mitsubishi Motors website) |            |        |